# Варваринская улица (Санкт-Петербург)
Варва́ринская улица — меридиональная улица в Выборгском районе Санкт-Петербурга. Проходит от Александровской до Петровской улицы в исторических районах Озерки и Шувалово. Параллельна Выборгскому шоссе.

## История
Варваринская улица известна c конца XIX — начала XX века. Начало было положено, когда в 1876—1877 годах часть имения Шуваловых, владевших землями в местности, известной как Шувалово — Озерки было продано владельцами под организацию дачных участков. Была проведена планировка улиц — их было около 30 и они были названы именами членов семьи Шуваловых. Варваринская была названа по имени Варвары Петровны Шуваловой, урождённой Шаховской (1796—1870) и сохранила первоначальное имя до наших дней. По данным справочника «Петербург в названиях улиц» название было дано в 1889 году.
В 1906 году 28 марта по старому стилю (10 апреля по новому) в даче Звержинской на углу Ольгинской (нынешней Эриванской) и Варваринской улиц был убит Георгий Гапон. Дача, на которой произошло убийство, была снесена в 1909 году; как сообщают современники, снос произошёл по причине того, что никто не желал снимать дачу, ставшую местом трагедии.

## Пересечения
С юга на север (по увеличению нумерации домов) Варваринскую улицу пересекают следующие улицы:
- Александровская улица — Варваринская улица примыкает к ней;
- Павский переулок — примыкание;
- Эриванская улица — пересечение;
- улица Корякова — пересечение;
- Елизаветинская улица — пересечение;
- Софийская улица — пересечение;
- Петровская улица — Варваринская улица примыкает к ней.

## Транспорт
Ближайшие к Варваринской улице станции метро — «Озерки» (около 500 м по прямой от начала улицы) и «Проспект Просвещения» (около 1,3 км по прямой от пересечения с Елизаветинской улицей). Обе станции относятся ко 2-й (Московско-Петроградской) линии.
Движение наземного общественного транспорта по улице отсутствует.
Ближайшие к Варваринской улице остановочные пункты железной дороги — Шувалово (около 750 м по прямой от пересечения с Елизаветинской улицей) и Озерки (около 750 м по прямой от примыкания Павского переулка).

## Достопримечательности
- дом 2  781711208620005 — флигель дачи А. К. Глазунова, конец XIX в.
- дом 12  781711208630005 — дача Леснер с участком, конец XIX в.
- дом 23 — Школа немецкой Ново-Парголовской колонии — памятник архитектуры регионального значения. Здание, построенное в 1910-е годы в неоклассическом стиле[9]

- Дом 2. Флигель дачи А. К. Глазунова
- Дом 12. Дача Густава Лесснера
- Дом 12. Дача Густава Лесснера — фасад с резьбой
- Дом 23. Школа немецкой Ново-Парголовской колонии

## Общественно значимые объекты
- учреждение дополнительного образования Спортивная детско-юношеская школа олимпийского резерва по акробатике (у примыкания к Александровской улице) — Выборгское шоссе, дом 34, литера А;
- Дом юного туриста Санкт-Петербургского городского дворца творчества юных — дом 12, литера А;
- Шуваловское кладбище (напротив конца Варваринской улицы, за Петровской улицей).